# Lepidagathis soconuscana
Lepidagathis soconuscana är en akantusväxtart som först beskrevs av T.F.Daniel, och fick sitt nu gällande namn av Kameyama. Lepidagathis soconuscana ingår i släktet Lepidagathis och familjen akantusväxter. Inga underarter finns listade i Catalogue of Life.